# Meryx illota
Meryx illota is een keversoort uit de familie Ulodidae. De wetenschappelijke naam van de soort is voor het eerst geldig gepubliceerd in 1860 door Pascoe.